# Veksø Station
Veksø Station er en S-togsstation i det sydlige Veksø. Stationen åbnede i 1879 samtidig med Frederikssundbanens indvielse. Stationsbygningen er tegnet af S.P.C. Bendtsen.

## Historie
Grundlovsdag 1879 kørte det første damptog mod Frederikssund og kom derved til Veksø Station. Stationen blev dog først indviet med festivitas den 15. juni samme år. I banens tidlige liv har Veksø haft en fremtrædende placering frem for Stenløse, hvor der kun var en holdeplads, et såkaldt trinbræt, indtil 1909. Fra 1879 til 18. februar 1882 standsede toget faktisk slet ikke i Stenløse.
Under 1. verdenskrig var tørvegravning så betydelig, at der blev lagt et specielt læssespor ved Egedal og ved stationen.
I 1989 blev S-toget videreført fra Ballerup til Frederikssund og dieseltogene, der indtil da havde kørt til Ballerup, blev således erstattet af S-toget, som vi kender det i dag.
Der har gennem en længere periode været en mangel på parkeringspladser ved især sydsiden af stationen. Derfor blev der hen over efteråret 2020 etableret yderligere ca. 30 pladser, som blev taget i brug ved årsskiftet til 2021.

## Antal rejsende
Ifølge Østtællingen var udviklingen i antallet af dagligt afrejsende til 1989 med lokaltog, derefter med S-tog:
| År   | Antal | År   | Antal | År   | Antal | År   | Antal |
| ---- | ----- | ---- | ----- | ---- | ----- | ---- | ----- |
| 1957 | -     | 1974 | -     | 1991 | 562   | 2001 | 738   |
| 1960 | -     | 1975 | -     | 1992 | 611   | 2002 | 738   |
| 1962 | -     | 1977 | -     | 1993 | 616   | 2003 | 747   |
| 1964 | -     | 1979 | -     | 1995 | 612   | 2004 | 740   |
| 1966 | -     | 1981 | -     | 1996 | 635   | 2005 | 797   |
| 1968 | -     | 1984 | 188   | 1997 | 757   | 2006 | 698   |
| 1970 | -     | 1987 | 235   | 1998 | 678   | 2007 | 779   |
| 1972 | -     | 1990 | 518   | 2000 | 675   | 2008 | 822   |

## Galleri
- Den tidligere stationsbygning.
- Det tidligere pakhus.
- S-tog kører under gangbroen.
- Stationen set fra gangbroen.
- Busstoppested ved perronen mod København.
- To litra MO krydser på stationen i 1970.